# Maarja Kangro

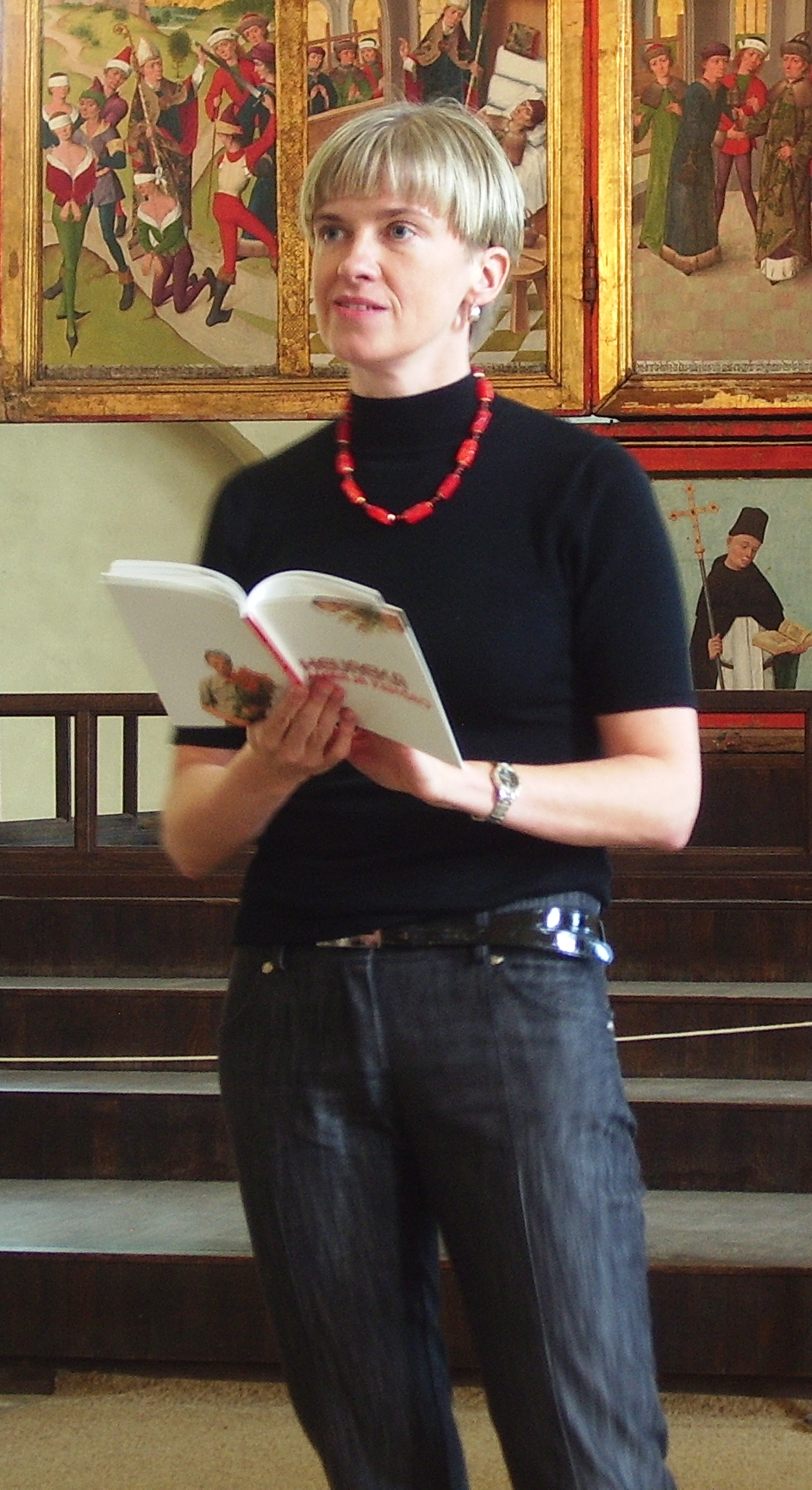
Maarja Kangro (2009)

Maarja Kangro (* 20. Dezember 1973 in Tallinn) ist eine estnische Erzählerin, Dichterin, Übersetzerin und Librettistin.

## Leben und Werk
Maarja Kangro wurde als Tochter des Komponisten Raimo Kangro und seiner Frau, der Schriftstellerin Leelo Tungal, geboren. Sie studierte an der Universität Tartu Literaturwissenschaft und Anglistik.
Maarja Kangro ist in Estland als Übersetzerin aus dem Italienischen (u. a. Umberto Eco), Englischen und Deutschen tätig. Daneben tritt sie als Lyrikerin und Novellistin in Erscheinung.
1999 schrieb sie mit ihrer Schwester Kirke Kangro (* 1975) das Libretto zur Oper Süda von Raimo Kangro. 2005 folgte das Libretto zur Kammeroper Kaubamaja von Tõnis Kaumann. 2006 wurden zwei Opern von Tõnu Kõrvits mit ihrem Libretto uraufgeführt, Tuleaed und Mu luiged, mu mõtted. 2008 wurde die Kantate Kuked ja kanad von Timo Steiner mit ihrem Libretto uraufgeführt. Die Uraufführung der Oper Kaks pead von Timo Steiner mit ihrem Libretto fand im Juni 2011 statt.
Ihr erster Erzählband Ahvid ja solidaarsus (2010) gewann den Jahrespreis der Stiftung Eesti Kultuurkapital. „In allen Texten der vielseitigen Autorin schimmert eine verhaltene Intellektualität durch, die bisweilen für Überraschungen sorgen kann, der Authentizität aber keinen Abbruch tut. Im Gegenteil: Es ist diese Mischung aus intellektuell-ironischer Distanz und impulsiver Spontaneität, die Kangros Texten ihre Frische verleihen.“

## Werke
- Kurat õrnal lumel ('Teufel auf zartem Schnee', Gedichtsammlung). Tallinn: Verb 2006.
- Puuviljadraakon ('Der Obstdrache‘, Kinderbuch). Tallinn: Koolibri 2006.
- Tule mu koopasse, mateeria ('Komm in meine Höhle, Materie', Gedichtsammlung). Tallinn: Eesti Keele Sihtasutus 2007.
- Heureka ('Heureka', Gedichtsammlung). Tallinn: Eesti Keele Sihtasutus 2008.
- Ahvid ja solidaarsus ('Affen und Solidarität', Erzählungen). Tallinn: Eesti Keele Sihtasutus 2010.
- Kunstiteadlase jõulupuu ('Der Weihnachtsbaum der Kunstwissenschaftlerin', Gedichtsammlung). Tallinn: Eesti Keele Sihtasutus 2010.
- Dantelik auk ('Das Dantesche Loch', Erzählungen). Tallinn: Eesti Keele Sihtasutus 2012.
- Must tomat ('Die schwarze Tomate', Gedichtsammlung). Tallinn: Eesti Keele Sihtasutus 2013.
- Hüppa tulle ('Spring ins Feuer', Erzählungen). Tallinn: Nähtamatu Ahv 2014.
- Klaaslaps ('Kind aus Glas'). Tallinn: Nähtamatu Ahv 2016.
- Minu auhinnad ('Meine Preise', Essays). Tallinn: Nähtamatu Ahv 2018.
- Tuul ('Wind', Gedichtsammlung). Tallinn: Nähtamatu Ahv 2019.
- Isa kõrvad ('Vaters Ohren', Kinderbuch). Tallinn: Nähtamatu Ahv 2020.
- Kaks pead. Libretoraamat ('Zwei Köpfe. Librettos'). Tallinn: Nähtamatu ahv 2020. 152 S.
- Susad ja teisi jutte ('Schier[3] und andere Geschichten'). Pildid joonistanud Kirke Kangro. Tallinn: Nähtamatu ahv 2021. 102 S.
- Õismäe ajamasin ('Die Zeitmaschine von Õismäe'). Tallinn: Nähtamatu ahv 2021. 232 S.
- Ulguv rula ('Das heulende Skateboard'). Lasteluuletused. Tallinn: Nähtamatu ahv 2022. 62 S.

## Rezeption im deutschsprachigen Raum
Von Maarja Kangro liegt bislang ein Buch auf Deutsch vor:
- Kind aus Glas. Aus dem Estnischen von Cornelius Hasselblatt. Zürich: Kommode Verlag 2018. 216 S.

Eine Gedichtauswahl ist 2007 im von Irja Grönholm herausgegebenen Almanach Estonia erschienen, übersetzt von Gisbert Jänicke. Nach einem Auszug aus der Erzählung Die Jury ist die erste vollständig übersetzte Erzählung 2014 in der Zeitschrift die horen erschienen. Eine weitere Kurzgeschichte, Salut, wurde 2014 in Österreich gelesen, wo sich die Autorin im Februar und März im Rahmen des Artists-in-Residence-Programm aufhielt.

## Zitate
In ihrem Buch Meine Preise (2018), das Hintergrundgeschichten zu ihren eigenen Ehrungen enthält sowie Literaturpreise weltweit behandelt, zitiert sie aus einer ihrer Dankesreden, worin sie Hölderlins berühmtes Zitat Was bleibet aber, stiften die Dichter mit Blick auf die Vergabepraxis von Preisen elegant umformuliert:  Was bleibet aber, dichten die Stifter.

## Auszeichnungen
- 2006 Preis des Estnischen Zentrums für Kinderliteratur[9]
- 2008 Literaturpreis der Universität Tallinn
- 2009 Jahrespreis der Stiftung Eesti Kultuurkapital
- 2009 Literaturpreis der Universität Tallinn.
- 2011 Jahrespreis der Stiftung Eesti Kultuurkapital
- 2011 Friedebert-Tuglas-Preis für die Novelle 48 tundi
- 2014 Friedebert-Tuglas-Preis für die Novelle Atropose Opel Meriva
- 2016 Literaturpreis der Universität Tallinn, Kategorie „Übersetzung“ für die Übersetzung von Hans Magnus Enzensbergers „Der Untergang der Titanic“.
- 2016 Erster Rödermarkscher Literaturpreis für das Gedicht „Der Ex“ („Vana armuke“), übersetzt von Cornelius Hasselblatt.

## Sekundärliteratur
- Jürgen Rooste: iiii-iiii-iiiiiiiiii! Observable trends of Maarja Kangro's poetry and consciousness, in: Estonian Literary Magazine 27 (2008), S. 10–13
- Inemise sisu [Interview], in: Vikerkaar 9/2008, S. 88–94.
- Margus Ott: In vitro veritas, in: Vikerkaar 3/2017, S. 88–95.